# ريد وان
ريد وان (بالإنجليزية: Red One) هو فيلم مغامرات أكشن أمريكي قادم من إخراج جيك كاسدين وبطولة دوين جونسون، كريس إيفانز، كيرنان شيبكا، لوسي لو، ماري إليزابيث إليس وجي كي سيمونز، من المقرر عرضه على منصة أمازون برايم فيديو في 2023.

## روابط خارجية
ريد وان على موقع IMDb (الإنجليزية)
- ريد وان على موقع ميتاكريتيك (الإنجليزية)
- ريد وان على موقع روتن توميتوز (الإنجليزية)
- ريد وان على موقع قاعدة بيانات الأفلام العربية
- ريد وان على موقع ألو سيني (الفرنسية)
- ريد وان على موقع أول موفي (الإنجليزية)
- ريد وان على موقع فيلمافينيتي (الإسبانية)
- ريد وان على موقع قاعدة بيانات الأفلام السويدية (السويدية)
- ريد وان على موقع قاعدة بيانات الفيلم (الإنجليزية)
- ريد وان على موقع ليتربوكسد (الإنجليزية)